# مارك ثاتشر
مارك تاتشر (بالإنجليزية: Mark Thatcher)‏ رجل أعمال بريطاني (ولد يوم 15 آب / أغسطس 1953) هو نجل البارونة مارغريت ثاتشر رئيسة وزراء المملكة المتحدة السابقة ، والسير دينيس تاتشر ، وهو الشقيق التوأم لكارول ثاتشر .